# Leopoldov
Leopoldov (před rokem 1948 Mestečko; maďarsky: Lipótvár, později Újvároska; německy: Leopoldstadt) je slovenské město ležící v Trnavském kraji v okrese Hlohovec. Žije zde přibližně 3 900 obyvatel a je důležitým železničním uzlem. V povědomí Čechů ulpělo díky tomu, že je zde věznice Leopoldov, v níž byli v 50. letech komunistickou vládou vězněni a likvidováni političní vězni.

## Historie
Leopoldov byl založen v roce 1664 z iniciativy Leopolda I., po němž dnes nese jméno. Založení pevnostního města (městský status udělen zároveň se zprovozněním pevnosti v roce 1669) bylo součástí císařových snah zastavit pronikání Osmanské říše do hloubi Horních Uher. Leopoldovská pevnost začala postupně ztrácet svůj vojenský význam na konci 17. a počátku 18. století po sérii zdrcujících porážek, které Habsburkové Osmanské říši uštědřili a které způsobily, že se hranice posunuly daleko na jih. Pevnost pak našla uplatnění jen jako méně významná vojenská základna při vzpourách proti Habsburkům. V roce 1855 byla vlastní pevnost přestavěna na věznici, která smutně proslula zejména v 50. letech 20. století, kdy v ní českoslovenští komunisté věznili a likvidovali politické vězně. Věznice byla zdrojem proslulosti města i po roce 1989 – např. díky vzpouře vězňů z roku 1990 a útěku 7 vězňů doprovázeném vraždou 5 dozorců (1991).

## Památky
- Leopoldovská pevnost (dnes věznice pro těžké zločince)
- kostel sv. Ignáce z Loyoly